# James Clement Dunn

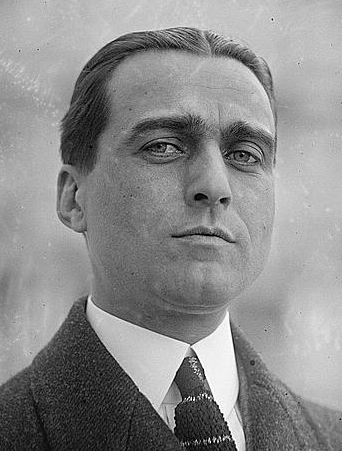
James Clement Dunn (1921)

James Clement Dunn (Newark, Nova Jérsia, 27 de dezembro de 1890 - West Palm Beach, 10 de abril de 1979) foi um diplomata norte-americano e funcionário de carreira do Departamento de Estado dos Estados Unidos. Ele serviu como embaixador dos Estados Unidos para a Itália, França, Espanha e Brasil.